# Вбивство Хуршеди Султонової
Вбивство восьмирічної таджицької дівчинки Хуршед Султонової було скоєно в Санкт-Петербурзі 9 лютого 2004 року. Злочин викликав сильний суспільний резонанс. Вся історія отримала в ЗМІ назву «Вбивство таджицької дівчинки».

## Історія
Хуршеда Султонова народилася в Душанбе 13 вересня 1995 року. Мешкала з сім'єю у Санкт-Петербурзі.
9 лютого 2004 вона поверталася разом з батьком, Юсуфом Султоновим, і двоюрідним братом Алабіром з ковзанки у Юсуповському саду. Близько 9 години вечора, коли вони вже підходили до будинку, ззаду на них напали підлітки. Наздогнавши Султонова, злочинці звалили його з ніг і стали бити. Алабір зумів сховатися під машину, а Хуршеда кинулася бігти до будинку. Злочинці наздогнали її й завдали 11 ножових поранень, від яких дівчинка померла. Під час нападу жителі двору, в якому підлітки вбивали Хуршед Султонової, чули крики «Вон из России!», «Бей чорных!». Юсуф Султонов і його племінник Алабір проголошення гасел підтвердили.
Вбивство Хуршед Султонової викликало широкий резонанс, а губернатор Санкт-Петербурга Валентина Матвієнко взяла розкриття вбивства під особливий контроль.
Весною 2005 року за підозрою в причетності до нападу були арештовані вісім підлітків - мешканців мікрорайону, де стався напад. Звинувачення у вбивстві з мотивів національної ворожнечі було пред'явлено лише одному з них, учневі спецшколи для важких підлітків, який на момент скоєння злочину ледь досяг 14-річчя. Решту звинуватили в хуліганстві.
У березні 2006 року колегія присяжних засідателів міського суду Санкт-Петербурга виправдала якого звинувачували у вбивстві за недоведеністю, одночасно визнавши його і ще шістьох підлітків винними в хуліганстві. Восьмий обвинувачений був виправданий. За вироком суду семеро підлітків отримали від 1,5 до 5,5 років колонії. Це рішення багатьма критикувалося.
Однак у травні 2006 року в Петербурзі було заарештовано члени екстремістського угруповання «Бойова терористична організація», якою керував Дмитро Боровиков (був убитий при затриманні). Заарештовані зізналися слідчим, що саме вони вбили Хуршед Султонової.
У 2011 році 12 членів угруповання «Mad Crowd» були визнані судом присяжних винними в скоєнні низки вбивств (в тому числі й Хуршед Султонової), бандитизм, незаконне зберігання зброї. Два члени банди - Олексій Воєводін і Артем Прохоренко - були засуджені до довічного позбавлення волі, інші отримали від 3 до 18 років позбавлення волі, кілька людей були засуджені до позбавлення волі умовно.